# Ostrovica (Bihać)
Pour les articles homonymes, voir Ostrovica.
Ostrovica (en cyrillique : Островица) est un village de Bosnie-Herzégovine. Il est situé sur le territoire de la ville de Bihać, dans le canton d'Una-Sana et dans la fédération de Bosnie-et-Herzégovine. Selon les premiers résultats du recensement bosnien de 2013, il compte 15 habitants.

## Histoire
Sur le territoire du village se trouve la forteresse d'Ostrovica, construite au XVe siècle sur les vestiges de fortifications remontant à la Préhistoire ; conquise par les Ottomans en 1523, elle est restée sous leur domination jusqu'en 1878 ; elle est aujourd'hui inscrite sur la liste des monuments nationaux de Bosnie-Herzégovine.

## Démographie

### Évolution historique de la population
| 1948 | 1953 | 1961 | 1971 | 1981 | 1991 | 2013 |
| ---- | ---- | ---- | ---- | ---- | ---- | ---- |
| -    | -    | 232  | 233  | 182  | 162  | 15   |

|  |